# Eremogone cucubaloides
Eremogone cucubaloides är en nejlikväxtart som först beskrevs av Smith, och fick sitt nu gällande namn av Rudolph Friedrich Hohenacker. Eremogone cucubaloides ingår i släktet Eremogone och familjen nejlikväxter. Inga underarter finns listade i Catalogue of Life.